# Monumenta Historica Societatis Iesu
Los Monumenta Historica Societatis Iesu  (MHSI) forman una colección de 157 volúmenes (en 2013) de ediciones críticas de documentos relativos a los orígenes y primeros años de la Compañía de Jesús, y abarca los escritos del fundador Ignacio de Loyola.

## Origen
La XXIV Congregación General de la Compañía de Jesús (en 1892) recomendó al recién elegido Superior General, Luis Martín, revivir la tradición anterior a la supresión de la Compañía (en 1773) de escribir su historia. En el siglo XIX, sin embargo, los métodos de investigación histórica habían hecho un progreso considerable. Luis Martín decidió, por tanto, poner primero en marcha el ambicioso proyecto de publicar sistemáticamente ediciones críticas de documentos sobre los orígenes de la Compañía. Se reunió un grupo de expertos que en 1894 sacó a la luz en Madrid el primer volumen del MHSI. Cuando se fundó el Instituto Histórico de la Compañía de Jesús en Roma (en 1930), el trabajo del MHSI continuó allí. La proximidad del Archivum Historicum Societatis lesu facilita el trabajo.
Entre 1931-1948 fue director Pedro de Leturia.

## Volúmenes publicados

### Escritos de Ignacio de Loyola (laMonumenta Ignatiana)
1. Epistolae et Instructiones (cartas e instrucciones): 12 volúmenes.
2. Exercitia spiritualia (texto de los Ejercicios Espirituales y su directorios"): 2 volúmenes.
3. Constituciones y Regulae Soc. Iesu (textos en latín y español con documentos preparatorios; varias normas y directivas): 8 tomos.
4. Fontes narrativi de Sancto Ignatio et de Societatis Iesu initiis (escritos contemporáneos sobre San Ignacio): 4 volúmenes.

### Documentos de contemporáneos de Ignacio de Loyola
1. Epistolae mixtae: 1537-1556 (Cartas dirigidas a San Ignacio): 5 volúmenes.
2. Litterae quadrimestres: 1546-1562 (Cartas quadrimestres enviadas al gobierno de la Compañía): 7 tomos.
3. Epistolae S.Francesci Xaverii:1535-1552 (Cartas y escritos de San Francisco Javier): 2 volúmenes.
4. Documentos, cartas, etc., de los primeros compañeros: Pierre Favre (1 vol.), Alonso Salmerón (2 vol.), Paschase Broet, Jacques Lainez (8 vol.), Jean Codure, Claude Le Jay, Simón Rodríguez de Azevedo (1 vol.), Nicolás Bobadilla (1 vol.), Pedro de Ribadeneyra (2 vol.), Juan de Polanco (2 vol.)
5. Commentarii de Instituto Societatis Iesu (Instrucciones de Jérome Nadal sobre las Constituciones): 2 volúmenes.
6. Monumenta S. Franciscus Borgia: 6 volúmenes.[1]
7. Documenta Indica: 13 volúmenes.

### Educación jesuita
- Monumenta paedagogica Societatis Iesu:1540-1616 (La Ratio Studiorum y sus documentos preparatorios): 7 volúmenes.

### Otros documentos, por país
1. Monumenta antiquae Hungariae: 1550-1600 (Hungría): 4 volúmenes.
2. Catalogi Provinciae Austriae: 1551-1600 (Austria): 2 volúmenes.
3. Monumenta Angliae:1541-1662 (Inglaterra): 3 volúmenes.
4. Monumenta Peruana: 1565-1604 (Perú): 8 tomos.
5. Monumenta Mexicana:1570-1605 (México): 8 volúmenes.
6. Monumenta Brasiliae: 1538-1565 (Brasil): 5 volúmenes.
7. Monumenta Novae Franciae: 1602-1661 (Canadá francés): 9 volúmenes.
8. Documenta indica: 1540-1597 (India): 18 volúmenes.
9. Monumenta Historice Japoniae: 1547-1562 (Japón): 3 volúmenes.
10. Documenta Malucensia: 1542-1682 (Islas Malucas): 3 volúmenes.
11. Monumenta Proximi Orientis: 1523-1700 (Oriente Medio): 5 volúmenes.
12. Monumenta Sinica: 1546-1562 (China): 1 volumen.

## Actualidad
Se publicaron 157 volúmenes desde 1894 hasta 2005. La labor editorial del MHSI continúa dentro del Institutum Historicum Societatis Jesu (IHSI), al que se ha sumado una serie de estudios históricos publicados por la Bibliotheca Instituti Historici Societatis Iesu, la BIHSI (54 volúmenes).